# The Tomboys
The Tomboys je americký němý film z roku 1906. Režisérem je Gilbert M. Anderson (1880–1971). Film trvá zhruba 5 minut.

## Děj
Film zachycuje záskolačky, jak si dělají legraci z dospělých.